# Alsophila biformis
Alsophila biformis là một loài thực vật có mạch trong họ Cyatheaceae. Loài này được Rosenst. mô tả khoa học đầu tiên năm 1911.